# Okręg wyborczy nr 72 do Sejmu Polskiej Rzeczypospolitej Ludowej (1989–1991)
Okręg wyborczy nr 72 do Sejmu Polskiej Rzeczypospolitej Ludowej (1989–1991) obejmował województwo pilskie. W ówczesnym kształcie został utworzony w 1989. Wybieranych było w nim 5 posłów w systemie większościowym.
Siedzibą okręgowej komisji wyborczej była Piła.

## Wybory parlamentarne 1989

### Mandat nr 275 –Polska Zjednoczona Partia Robotnicza
| Kandydat | I tura | I tura | II tura | II tura |
| Kandydat | Głosów | %      | Głosów  | %       |
| --- | ------ | ------ | ------- | ------- |
| Zdzisław Hinz                                                                                                   | 27 368 | 16,24  | 56 705  | 31,09   |
| Jerzy Susek | 17 548 | 10,41  | 73 311  | 40,20   |
| Jerzy Jankowiak                                                                                                 | 16 664 | 9,89   | —       | —       |
| Jarosława Lachnik                                                                                               | 12 020 | 7,13   | —       | —       |
| Jerzy Skarbiński                                                                                                | 11 339 | 6,73   | —       | —       |
| Zdzisław Wojciechowski                                                                                          | 9230   | 5,48   | —       | —       |
| Benedykt Torzewski                                                                                              | 7743   | 4,60   | —       | —       |
| Eugeniusz Kiszycki                                                                                              | 5268   | 3,13   | —       | —       |
| Liczba głosów ważnych: 168 521 (I tura) • 182 361 (II tura) Źródło: Państwowa Komisja Wyborcza I tura i II tura |        |        |         |         |

### Mandat nr 276 –Polska Zjednoczona Partia Robotnicza
| Kandydat | I tura | I tura | II tura | II tura |
| Kandydat | Głosów | %      | Głosów  | %       |
| --- | ------ | ------ | ------- | ------- |
| Zenon Kułaga | 19 139 | 11,45  | 77 696  | 42,60   |
| Zbigniew Pawlak                                                                                                 | 17 671 | 10,57  | 50 207  | 27,53   |
| Maciej Binek | 16 951 | 10,14  | —       | —       |
| Andrzej Jankowski                                                                                               | 14 083 | 8,43   | —       | —       |
| Wojciech Młynkiewicz                                                                                            | 12 805 | 7,66   | —       | —       |
| Jan Reiter | 12 136 | 7,26   | —       | —       |
| Marek Jankowski                                                                                                 | 8137   | 4,87   | —       | —       |
| Aleksander Lauk                                                                                                 | 5781   | 3,46   | —       | —       |
| Liczba głosów ważnych: 167 127 (I tura) • 182 372 (II tura) Źródło: Państwowa Komisja Wyborcza I tura i II tura |        |        |         |         |

### Mandat nr 277 –Zjednoczone Stronnictwo Ludowe
| Kandydat | I tura | I tura | II tura | II tura |
| Kandydat | Głosów | %      | Głosów  | %       |
| --- | ------ | ------ | ------- | ------- |
| Zenon Witt | 38 366 | 21,51  | 77 050  | 42,42   |
| Jerzy Kado | 26 321 | 14,76  | 51 379  | 28,29   |
| Zygmunt Wojtuń                                                                                                  | 18 398 | 10,31  | —       | —       |
| Ryszard Prendecki                                                                                               | 14 506 | 8,13   | —       | —       |
| Piotr Szypura                                                                                                   | 13 816 | 7,75   | —       | —       |
| Liczba głosów ważnych: 178 389 (I tura) • 181 626 (II tura) Źródło: Państwowa Komisja Wyborcza I tura i II tura |        |        |         |         |

### Mandat nr 278 – bezpartyjny
| Kandydat                                                          | Głosów  | %     |
| ----------------------------------------------------------------- | ------- | ----- |
| Lech Kozaczko                                                     | 109 689 | 56,31 |
| Mirosława Rutkowska-Krupka                                        | 56 905  | 29,21 |
| Bogumił Masiakowski                                               | 12 723  | 6,53  |
| Liczba głosów ważnych: 194 811 Źródło: Państwowa Komisja Wyborcza |         |       |

### Mandat nr 279 – bezpartyjny
| Kandydat                                                          | Głosów | %     |
| ----------------------------------------------------------------- | ------ | ----- |
| Kazimierz Błaszczyk                                               | 99 732 | 54,72 |
| Józef Pawlicki                                                    | 33 891 | 18,59 |
| Wojciech Bociański                                                | 11 797 | 6,47  |
| Krzysztof Gromaczkiewicz                                          | 11 120 | 6,10  |
| Stanisław Jóźwiakowski                                            | 7328   | 4,02  |
| Liczba głosów ważnych: 182 270 Źródło: Państwowa Komisja Wyborcza |        |       |